# Tsukimichi -Moonlit Fantasy-
TSUKIMICHI -Moonlit Fantasy- (月が導く異世界道中, Tsuki ga michibiku isekai dōchū, litt. « Un voyage dans un autre monde guidé par la lune ») est une série de romans illustrés japonais écrite par Kei Azumi (ja).
Elle commence initialement sous forme de roman en ligne publié sur le site de publication Shōsetsuka ni Narō en 2012. La série est ensuite acquise par AlphaPolis, qui commence à la publier en format illustré par Mitsuaki Matsumoto (ja) en mai 2013. Une adaptation en bande dessinée, cette fois illustrée par Kotora Kino, débute sur le site Alpha Polis Web Manga Selection! en 2015.
Une adaptation en série d'animation, produite par C2C, est diffusée à la télévision japonaise entre juillet et septembre 2021. Une deuxième saison, produite par J. C. Staff est diffusée entre janvier et juin 2024, et la production d'une troisième saison est confirmée.

## Synopsis
Makoto Misumi, un lycéen japonais, est invoqué dans un autre monde pour servir de héros aux Homo sapiens dans leur guerre contre les Démons (ja) : mais dès son arrivée, la Déesse indélicate qui régit ce monde fantaisiste, le trouvant laid selon ses critères, révoque son titre, l’empêche de communiquer avec les autres Humains, et l’exile aux confins du monde dans le territoire des Orques et des Gobelins.
Heureusement sauvé par des pouvoirs éveillés grâce à une autre divinité plus compatissante, Makoto décide de vivre une vie libre entouré de Demi‑Humains et de créatures mythiques : or ses pouvoirs de plus en plus puissants, avec son ardent désir de rencontrer d’autres congénères, vont l’entraîner dans des aventures rocambolesques.

## Personnages

### Principaux

#### Protagoniste
Makoto Misumi (深澄 真, Misumi Makoto) / Raidō Kuzunoha (クズノハ・ライドウ, Kuzunoha Raidō) ; Makoto Kuzunoha (マコト=クズノハ, Makoto‑Kuzunoha), (pseudonymes) / le « Diable, / Génie du mal » (悪魔, / 魔人, akuma,/majin) (surnoms) / le « Jeune maître » (若様, wakasama) (par ses sujets) / le « Patron » (旦那, danna) (par Lime et d’autres employés)
Voix japonaise : Natsuki Hanae
Protagoniste de l’histoire.
Fils unique et deuxième d’une fratrie de trois enfants, invoqué malgré lui dans un autre monde — qu’il apprend à cette occasion être celui d’origine de ses parents — pour honorer une dette contractée avec sa Déesse tutélaire, il est toutefois mal reçu par l’intéressée à cause de sa « laideur » (son élitisme esthétique couplée à son favoritisme faisant de tous ses « Homo sapiens » — les Humains de son monde — des « beautés physiques » par défaut) et relégué au rang de « Semi‑Humain » (les « monstres » et autres races humanoïdes, traités en inférieurs) ne pouvant comprendre et parler que leurs langages à fin de le rendre inapte à se mélanger aux « enfants » de la Déesse, puis largué sans considération aux confins de ce monde inconnu délié de son obligation : mais Tsukuyomi, autre divinité précédemment rencontrée par Makoto et bienveillante, pallie cette injustice en lui conférant une partie de ses pouvoirs en compensation. Errant au départ sans aucun but précis, il en vient au gré de ses premières rencontres par fonder un royaume avec des Semi‑Humains reconnaissant son autorité, et se fixe en cours de route les objectifs de retracer les origines de ses parents tout en devenant marchand de sa propre compagnie sous le pseudonyme de « Kuzunoha ».
Archer pratiquant talentueux, bon élève et versé dans la culture de son pays (incluant celle d’un otaku), il hérite également par la bénédiction de Tsukuyomi d’une puissance et d’aptitudes de niveau « semi‑divin », qui en font un être anormal même selon les normes de cet autre monde. S’il a l’éducation avec la politesse du Japonais moyen, ainsi qu’une nature raisonnablement ouverte et bienveillante mais à la moralité très nuancée, il possède aussi une part sombre effrayante qui émerge dans les situations les plus émotionnellement éprouvantes (généralement, quand les êtres auxquels il s’attache sont atteints ou menacés).

#### Cercle rapproché de Makoto Misumi
Tomoe Misumi (深澄 巴, Misumi Tomoe) / Shin (（蜃) (ancien nom) / l’« Invincible » (（無敵, muteki) (surnom)
Voix japonaise : Ayane Sakura
Deutéragoniste de l’histoire.
Un Dragon Supérieur (de Brume) azuré officiant après leur pacte magique comme premier serviteur, bras droit et garde du corps de Makoto, mais aussi gouverneur de son domaine dans la Sous‑dimension par sa maîtrise de l’espace‑temps et de la magie d’illusion. Elle est aussi la mère des Lézards des Brumes.
Passionnée par les séries historiques japonaises depuis qu’elle les a découvertes dans les souvenirs du Jeune maître, qui la divertit et dont elle reconnaît la supériorité, elle aime à se prendre pour un chevalier féodal en actes et en mœurs et possède donc une personnalité de garçon manqué.
La clone (de Tomoe) [« Mini‑Tomoe »] (（巴の）分体（トモエミニ）, [Tomoe no] buntai [Tomoe‑Mini])
Tomoe peut se créer un double enfantin de dix ans en apparence, fragment d’elle‑même possédant sa propre individualité et avec qui elle reste liée en permanence : elle ressent donc son état en temps réel et lui partage une partie de ses pouvoirs.
La première d’entre elles n’est pas formellement baptisée.
Elle fait partie des victimes de l’incident de la Ville-mirage causé par des voleurs Homo sapiens.
Komoe (コモエ)
Double enfantin de Tomoe créé à la suite de la disparition de la première.
Ayant sa propre personnalité, elle ne possède aucun souvenir de la précédente. À l’instar d’Aqua et Eris, elle apprécie les bananes après l’effort.
Mio Misumi (深澄 澪, Misumi Mio) / l’« Araignée noire du fléau » (（災害 / 災厄）の黒蜘蛛, [saigai/saiyaku] no kuro kumo) (anciens noms)
Voix japonaise : Akari Kitō (ja)
Deutéragoniste de l’histoire.
Une Araignée Noire monstrueuse et insatiable officiant après leur pacte magique comme deuxième serviteur, bras droit et garde du corps de Makoto, avec sa maîtrise de la magie des ténèbres et sa capacité à ingérer littéralement n’importe quoi. Elle est aussi la mère des Alkeys.
Passionnée par les séries animées et à effets spéciaux depuis qu’elle les a découvertes dans les souvenirs du Jeune maître, dont elle est follement éprise, elle aime à se prendre pour sa courtisane personnelle et s’habille élégamment depuis qu’il l’a complimenté sur son furisode, se faisant coquette et cultivant sa féminité en toute circonstance dans l’espoir d’attirer ses faveurs.
Shiki Misumi (深澄 識, Misumi Shiki) / Larva (ラルヴァ, Raruva) (ancien nom)
Voix japonaise : Kenjirō Tsuda (ja)
Deutéragoniste de l’histoire.
Un sorcier Liche (anciennement Homo sapiens) officiant après leur pacte magique comme troisième serviteur, bras droit et garde du corps de Makoto, avec sa maîtrise et ses connaissances magiques.
Passionné par ses études sur la magie, s’il passe à raison pour le plus faible des trois premiers généraux du Jeune maître, envers qui il est totalement dévoué et dont il reconnaît l’érudition, il reste à ses côtés un assistant plus gérable et abordable (comparé à ses aînées) et s’entraîne comme les autres pour devenir perpétuellement plus fort.

### Secondaires

#### Sous‐dimension
La Sous‐dimension (亜空, akū) est un espace dimensionnel originellement vide créé par Shin. Après son pacte magique avec Makoto, qui y entremêle ses propres souvenirs, il se transforme en lieu habitable ressemblant à un paysage bucolique japonais, dans lequel le garçon fonde son royaume avec des Semi‑Humains passés sous son autorité : ceux qui y vivent sont ainsi protégés du monde extérieur et de sa Déesse.

##### OrquesdesMontagnes
Semi‑Humains porcins à la grande force de travail, la première des races à s’inféoder à la Sous‑dimension.
Ema (エマ)
Voix japonaise : Saori Hayami
Une Orque des Montagnes officiant comme intendante du domaine, magicienne des forces armées de Makoto et représentante de ses congénères.
Première personne rencontrée par le garçon lors de son arrivée dans leur monde, il lui sauve personnellement la vie et libère les siens de l’oppression d’une bande d’Ogres.
Jeune fille porcine de dix‑sept ans à la fragrance naturellement florale, douce par nature et diligente, mais aussi intransigeante dans ses fonctions, elle est également le premier enseignant en magie du Jeune maître, et pilier moral fiable conservant toute sa confiance par sa prévenance.
Agares (アガレス, Agaresu)
Voix japonaise : Shōmaru Zōza (ja)
Un Orque des Montagnes, reconnu comme le plus fort et leur meilleur guerrier.
Il affronte son homologue draconoïde Liddy au premier Classement de la Sous‑dimension.
Cultivant au début un secret contre‑productif autour de leurs arcanes, ses congénères et lui sont enjoints à partager mutuellement avec les Lézards des Brumes leurs savoirs martiaux pour s’améliorer.
Hayato (ハヤト) (adaptation animée)
Voix japonaise : Takuya Nakashima (ja)
L’un des Orques des Montagnes ordinaires habitant la Sous‑dimension.
Affable, toujours poli et serviable, il est reconnaissant envers le Jeune maître et se rend utile à la moindre occasion.
Il fait partie des victimes de l’incident de la Ville-mirage causé par des voleurs Homo sapiens.

##### Nains Anciens
Semi‑Humains nains et grands maîtres artisans, la deuxième des races à s’inféoder à la Sous‑dimension.
Beren (ベレン)
Voix japonaise : Shinpachi Tsuji (ja)
Un Nain Ancien, maître forgeron de la Sous‑dimension et de la Compagnie Kuzunoha.
Premier de sa race rencontré par Makoto, il est ramené mal en point par Tomoe alors qu’il était poursuivi par l’Araignée noire du fléau : il se porte ensuite volontaire comme émissaire pour convaincre ses congénères de s’inféoder à la Sous‑dimension.
Eld (エルド, Erudo)
Voix japonaise : Hiromichi Tezuka (ja)
Le chef et représentant des Nains Anciens.
En qualité de Semi‑Humain, il est ravi d’apprendre de sa propre bouche que le Jeune maître, tout Homo sapiens qu’il soit, est clairement opposé à la Déesse.
Rugui (ルグイ)
Voix japonaise : Yō Kitazawa (ja)
Un Nain Ancien, maître artisan d’équipement magique.
Face à la puissance incommensurable du Jeune maître, il est obnubilé — quitte à en oublier son but initial — par son orgueil d’artisan à se dépasser continuellement dans ses ouvrages pour lui concevoir de puissants équipements qui seraient « à même de le tuer ».

##### LézardsdesBrumes
Semi‑Humains draconoïdes (ja) et enfants de Tomoe, la troisième des races à s’inféoder à la Sous‑dimension.
Liddy (リディ, Ridi) / le « Lézard bleu » (アオトカゲくん, Aotokage‑kun) (pseudonyme)
Voix japonaise : Takāki Torashima (ja)
Le représentant des Lézard des Brumes, reconnu comme le plus fort et leur meilleur guerrier.
Il affronte son homologue orque Agares au premier Classement de la Sous‑dimension. Il sert plus tard au Jeune maître comme partenaire d’entraînement (en binôme avec Marsa) pour ses élèves.
Cultivant au début un secret contre‑productif autour de leurs arcanes, ses congénères et lui sont enjoints à partager mutuellement avec les Orques des Montagnes leurs savoirs martiaux pour s’améliorer.
Marsa (マーサ, Māsa) / le « Lézard bleu Deux » (アオトカゲくんツヴァイ, Aotokage‑kun Tsuvai) (pseudonyme)
Voix japonaise : Minami Tanaka
Une Lézarde des Brumes, comptant parmi leurs meilleurs guerriers.
Elle sert plus tard au Jeune maître comme partenaire d’entraînement (en binôme avec Liddy) pour ses élèves.
En bonne femelle, elle se vexe facilement quand elle est prise (même innocemment) pour un mâle. Si Liddy la surpasse techniquement, elle possède une plus grande force de frappe.

##### Alkeys
Semi‑Humains arachnoïdes et enfants de Mio, la quatrième des races à s’inféoder à la Sous‑dimension.
Haruna (ハルナ)
Voix japonaise : Megumi Satō (ja)
Une Alkey combattante.
D’abord réservés à cause de la barrière du langage, dont ils se dispensaient auparavant, ses congénères et elle se relaient (après apprentissage de la Langue commune et du japonais) en jouant les faux aventuriers pour accueillir — et mieux surveiller — les visiteurs de la Ville-mirage.
Akina (アキナ)
Voix japonaise : Rumi Ōkubo (ja)
Une Alkey occasionnellement assistante et apprentie cuisinière avec Mio.
D’abord réservés à cause de la barrière du langage, dont ils se dispensaient auparavant, ses congénères et elle se relaient (après apprentissage de la Langue commune et du japonais) en jouant les faux aventuriers pour accueillir — et mieux surveiller — les visiteurs de la Ville-mirage.
Hokuto (ホクト)
Voix japonaise : Hiromichi Tezuka (ja)
Un Alkey menuisier et mercenaire de l’ombre.
D’abord réservés à cause de la barrière du langage, dont ils se dispensaient auparavant, ses congénères et lui se relaient (après apprentissage de la Langue commune et du japonais) en jouant les faux aventuriers pour accueillir — et mieux surveiller — les visiteurs de la Ville-mirage.
Il fait partie des victimes de l’incident de la Ville-mirage causé par des voleurs Homo sapiens.
Minato (ミナト)
Voix japonaise : non communiqué
Un Alkey chercheur.
D’abord réservés à cause de la barrière du langage, dont ils se dispensaient auparavant, ses congénères et lui se relaient (après apprentissage de la Langue commune et du japonais) en jouant les faux aventuriers pour accueillir — et mieux surveiller — les visiteurs de la Ville-mirage.

##### Ogres des Forêts
Semi‑Humains noir‑elfiques (malgré leur absence d’oreilles pointues) sylvestres portés sur la magie de combat et auparavant sous la protection de Shin, la cinquième des races à s’inféoder à la Sous‑dimension.
Aqua (アクア, Akua)
Voix japonaise : Lynn
Une Ogresse des Forêts lunatique, rôdeuse originellement garde forestière avec Eris de la Forêt de Tinarac où se situe leur Village caché. Elle devient employée de la Compagnie Kuzunoha.
Plus sérieuse et caractérielle que sa consœur ou leur maître, elle passe pour la plus raisonnable du trio et couple au combat ses talents d’archerie avec ses maîtrises des magies élémentaires d’eau ainsi que de feu. Sa binôme et elle développent une aberrante addiction pour les bananes qui est source de situations comiques.
Eris (エリス, Erisu)
Voix japonaise : Minami Tanaka
Une Ogresse des Forêts taciturne à mèche rebelle, lanceuse de sorts originellement garde forestière avec Aqua de la Forêt de Tinarac où se situe leur Village caché. Elle devient employée de la Compagnie Kuzunoha.
Déphasée et complètement perchée, elle passe son temps à faire des commentaires métaphysiques qu’elle seule comprend, et utilise au combat une baguette pour ses magies élémentaires naturelle ainsi que de glace. Sa binôme et elle développent une aberrante addiction pour les bananes qui est source de situations comiques.
Mondo (モンド)
Voix japonaise : Akio Ōtsuka
Un Ogre des Forêts loufoque à la crinière en bataille, meilleur de leurs guerriers ainsi que le maître d’Aqua et Eris. Il devient employé de la Compagnie Kuzunoha.
Possédé par une Liche durant l’arrivée du Jeune maître à leur village, il est rapidement libéré de son emprise.
Fantasque et décalé, son excentricité ainsi que ses méthodes brutales ont fortement déteint sur ses disciples. En combattant pour Makoto, il redécouvre un art perdu oublié par ses congénères : une malédiction magique pouvant transformer sa cible en arbre.
Nilgistri (ニルギストリ, Nirugisutori)
Voix japonaise : Shōto Kashī (ja)
Membre des Anciens du Village caché et représentant des Ogres des Forêts.
Par le passé, il supplia en larmes le Dragon Supérieur Shin de protéger magiquement leur village avec ses pouvoirs de dissimulation.
Adonō (アドノウ, Adonou)
Voix japonaise : Shunsuke Takeuchi (ja)
Le fils de Nilgistri rencontré par Makoto au Village caché des Ogres des Forêts.
Se révélant bien vite en contact avec les Démons mais aussi, une gêne pour ses propres plans, il est rapidement éliminé par la Liche qui possède Mondo.

#### CompagnieKuzunoha
La Compagnie Kuzunoha (クズノハ（葛葉）商会, Kuzunoha shōkai) est une firme fondée par Makoto dans son but de faire prospérer la Sous‑dimension et entrer en contact avec l’extérieur comme marchand. Gérée par ses premiers serviteurs, qui utilisent ses connaissances, la compagnie a pour particularité d’engager des Semi‑Humains (ainsi que des membres exogènes à la Sous‑dimension) et de diversifier ses affaires. Elle ouvre des succursales dans plusieurs villes au fur et à mesure qu’elle grandit. Sa mascotte, utilisée comme emblème héraldique, est une stylisation du renard blanc éponyme à feuilles de vigne japonaise sur fond écliptique lunaire.
Lime Latte (ライム・ラテ, Raimu Rate)
Voix japonaise : Taku Yashiro (ja)
Un Homo sapiens, meilleur aventurier de la ville de Tsige en son temps. Quittant cette vocation, il est personnellement engagé par Tomoe (dont il devient le familier) comme agent pour le compte de la compagnie du Jeune maître.
À l’origine lié à une vengeance contre la famille Rembrandt, il espère alors empêcher Kuzunoha et ses suivantes de lever leur malédiction : mais découvrant qu’il a en fait été dupé dans les détails par son complice, il fait amende honorable auprès de Patrick en renonçant à sa carrière d’aventurier.
Brave et pourvu d’un honneur aussi développé que ses principes, il est attaché à l’orphelinat qui s’est occupé de lui ainsi qu’aux autres orphelins et ne veut que leur bien : il a donc accepté de se mettre au service du « Patron » en échange de leur protection. Il est pris sous son aile par sa bienfaitrice et lui rend une forte loyauté. Son nom, qui rappelle à Makoto un type de boisson citronnée « dégueu » de son monde, est un élément comique.

#### Alliés de Makoto

##### CompagnieRembrandt
La Compagnie Rembrandt (レンブラント商会, Renburanto shōkai) est la firme de la famille éponyme, première (et donc de fait plus influente) de Tsige, ville frontalière du Royaume Homo sapiens d’Aion avec les Terres désolées. Affiliée comme les autres à la Guilde des Marchands, elle soutient l’entrée en affaires (ordinairement faussée) du marchand débutant Kuzunoha, devenu un ami personnel en sauvant contre toute probabilité la femme et les filles du patron.
Patrick Rembrandt (パトリック=レンブラント, Patorikku‑Renburanto)
Voix japonaise : Kazuhiko Inoue
Le père de famille ainsi que patron de la Compagnie Rembrandt, et homme le plus influent de Tsige.
Ayant dû faire son lot de victimes — même indirectes — et d’ennemis pour réussir dans un milieu sans scrupules, son épouse ainsi que ses filles sont victimes d’une malédiction puissante et dure à lever, jetée par vengeance personnelle contre lui : offrant une quête ouverte à la Guilde des Aventuriers pour les guérir avec peu de chances de succès, il se fait toutefois sauver la mise par l’apparition du mystérieux marchand ambulant Kuzunoha qui accomplit l’exploit au‑delà de toute espérance.
Homme respecté et aimé de ses employés, malgré des préjugés et défauts communs aux membres de la race privilégiée par la Déesse, il n’est pas ingrat envers un ami et ressort mûri de l’épreuve qu’a traversée sa famille. Il se révèle également être un papa gâteau et époux dévoué amoureusement soumis. Parfaitement conscient de l’immoralité de son milieu, il possède lui‑même une éthique sélective en affaires.
Maurice (モリス, Morisu)
Voix japonaise : Masaharu Satō
Un vieux majordome de la famille Rembrandt, assistant personnel de Patrick.
Malgré son âge avancé, il se révèle comme un bras droit fiable, compétent et même doué de talents surprenants de la part d’un domestique. Totalement dévoué aux Rembrandt, il se fait aussi complice des basses besognes de la firme en se salissant les mains sans aucune hésitation pour son patron.
Lisa Rembrandt (リサ=レンブラント, Risa‑Renburanto)
Voix japonaise : Megumi Satō (ja)
L’épouse et mère de la famille Rembrandt.
Frappée avec ses filles d’une malédiction de niveau 8 (presque impossible à lever en la circonstance) avant leur apparition, par vengeance envers son mari, elles sont toutefois sauvées toutes trois par Makoto.
Épouse chérie par son mari follement amoureux, et mère dont les deux filles craignent les remontrances, elle exerce une forte influence au sein de sa famille.
Sif Rembrandt (シフ=レンブラント, Shifu‑Renburanto)
Voix japonaise : Yumiri Hanamori (ja)
La fille aînée de la famille Rembrandt. Elle devient ultérieurement avec Yūno l’une des élèves de Kuzunoha en qualité d’étudiante à la ville académique de Rotsgard.
Frappée avec sa cadette ainsi que leur mère d’une malédiction de niveau 8 (presque impossible à lever en la circonstance) avant leur apparition, par vengeance envers leur père, elles sont toutefois sauvées toutes trois par Makoto, qu’elle retrouve tardivement avec sa sœur à leur sortie de convalescence pour réintégrer sa classe à Rotsgard.
Fille gâtée par leur père, elle exerce une forte influence sur lui. Précédée par une réputation (à raison) horrible à l’académie, elle ressort néanmoins positivement changée et adoucie de l’épreuve qu’a traversée sa famille, au grand effarement généralisé de ses pairs. Élève douée, elle excelle en magies élémentaires de terre et de feu.
Yūno Rembrandt (ユーノ=レンブラント, Yūno‑Renburanto)
Voix japonaise : Nene Hieda (ja)
La fille cadette de la famille Rembrandt. Elle devient ultérieurement avec Sif l’une des élèves de Kuzunoha en qualité d’étudiante à la ville académique de Rotsgard.
Frappée avec son aînée ainsi que leur mère d’une malédiction de niveau 8 (presque impossible à lever en la circonstance) avant leur apparition, par vengeance envers leur père, elles sont toutefois sauvées toutes trois par Makoto, qu’elle retrouve tardivement avec sa sœur à leur sortie de convalescence pour réintégrer sa classe à Rotsgard.
Fille gâtée par leur père, elle exerce une forte influence sur lui. Précédée par une réputation (à raison) horrible à l’académie, elle ressort néanmoins positivement changée et adoucie de l’épreuve qu’a traversée sa famille, au grand effarement généralisé de ses pairs. Élève polyvalente, elle est versée en combat physique à moyenne et longue portées en alternant archerie et maniement de lance.

##### CompagnieAlpine
La Compagnie Alpine (パーティ「アルパイン」, Pāti ‘Arupain’) est une nouvelle compagnie d’aventuriers installée à la Guilde de Tsige après le départ à la retraite de leur meilleur élément. Elle se compose de transfuges captifs des aventuriers criminels de Zetsuya, ancienne base Homo sapiens reculée dans les Terres désolées et gangrénée par la corruption, qui fut détruite par mégarde à l’issue leur libération par les deux servantes surpuissantes du mystérieux marchand ambulant Kuzunoha.
Rinon (リノン)
Voix japonaise : Aiko Ninomiya (ja)
Une fillette Homo sapiens de dix ans, sœur cadette de Toa.
Rencontrée seule et désœuvrée dans les rues de Zetsuya par le mystérieux Kuzunoha, elle se révèle contrainte de jouer les espionnes pour le compte d’aventuriers corrompus locaux à fin de sauver sa sœur en remboursant une dette : mais elles sont toutes deux sauvées selon la volonté du marchand par Tomoe et Mio.
Comme Toa et elle sont orphelines de leurs deux parents, elle est sous sa charge et l’accompagne donc là où elle vit.
Toa (トア)
Voix japonaise : Yurika Kubo
Une aventurière Homo sapiens Roublarde des ténèbres, membre de la Compagnie Alpine basée à Tsige et sœur aînée de Rinon.
Elle‑même descendante d’aventuriers et orphelines avec Rinon, elle s’était rendue avec elle à Zetsuya mais s’est faite piéger avec des dettes par les aventuriers corrompus du coin : elle est néanmoins sauvée (et ses nouveaux camarades, libérés par la même occasion) selon un simple désir personnel de Kuzunoha par Tomoe et Mio.
Étant à son propre insu le portrait craché (nonobstant ses couleurs d’yeux et de cheveux) d’une ancienne condisciple amoureuse de lui, elle jouit des faveurs de Makoto qui s’attache personnellement à elle. Elle officie en combat furtif avec Ranilna durant les quêtes de leur groupe.
Hazal (ハザル, Hazaru)
Voix japonaise : Yūki Shin (ja)
Un aventurier Homo sapiens Maître alchimiste, membre de la Compagnie Alpine basée à Tsige.
Ancien captif de Zetsuya comme ses camarades d’infortune, il fut libéré avec eux par la force des choses durant le sauvetage de Toa par Tomoe et Mio pour le compte de Kuzunoha : la ville détruite, il les accompagne pour Tsige et finit par former un groupe d’aventuriers avec ses nouveaux compagnons. Il est sollicité peu après par leur mystérieux bienfaiteur dans la concoction du remède rare à la malédiction magique touchant les femmes de la famille Rembrandt.
Garçon courtois et bienveillant, il se révèle aussi d’une bêtise candide ainsi que d’une effroyable maladresse. Il alterne entre soigneur et soutien magique avec Louisa durant les quêtes de leur groupe.
Louisa (ルイザ, Ruiza)
Voix japonaise : Yūna Kamakura (ja)
Une aventurière Elfe Cannonière bénie, membre de la Compagnie Alpine basée à Tsige.
Ancienne captive de Zetsuya comme ses camarades d’infortune, elle fut libérée avec eux par la force des choses durant le sauvetage de Toa par Tomoe et Mio pour le compte de Kuzunoha : la ville détruite, elle les accompagne pour Tsige et finit par former un groupe d’aventuriers avec ses nouveaux compagnons.
Observatrice au regard perçant, elle paraît être la plus mûre de son groupe. Elle officie en soutien à distance avec Hazal durant les quêtes de leur groupe.
Ranilna (ラニーナ, Ranīna)
Voix japonaise : Saika Kitamori (ja)
Une aventurière Naine Prêtresse chevalière de terre, membre de la Compagnie Alpine basée à Tsige.
Ancienne captive de Zetsuya comme ses camarades d’infortune, elle fut libérée avec eux par la force des choses durant le sauvetage de Toa par Tomoe et Mio pour le compte de Kuzunoha : la ville détruite, elle les accompagne pour Tsige et finit par former un groupe d’aventuriers avec ses nouveaux compagnons.
Bonne vivante énergique et impulsive, elle est volontaire pour relever des défis. Elle officie comme diversion en combat rapproché avec Toa durant les quêtes de leur groupe.

#### Divinités
La Déesse (女神, megami) / la « Déesse de mes deux » (くそ女神, kuso megami) ; la « Vermine » (虫, mushi) (par Makoto)
Voix japonaise : Reina Ueda
La divinité innomée tutélaire de cet autre monde, qui se fait l’ennemie personnelle de Makoto à la suite de son invocation pour rembourser une dette contractée avec ses parents, transfuges faisant originellement partie de ses Homo sapiens.
Désobligeante envers le garçon et outrancièrement favorable à ses protégés, qui jouissent de tous ses bienfaits au détriment des autres races humanoïdes, elle inflige à Makoto un traitement injuste et cruel lors de leur rencontre en le reléguant au rang des Semi‑Humains pour s’assurer qu’il ne puisse pas se mélanger à ses « enfants » : de ce fait, elle se l’est définitivement aliéné.
Tsukuyomi (月読命, Tsukuyomi‑no‑Mikoto)
Voix japonaise : Tomoaki Maeno (ja)
La divinité japonaise en personne, qui reçoit Makoto le premier à son invocation.
Se désolant de la manière dont le jeune garçon est traité par la Déesse, il lui offre une partie de ses pouvoirs pour compenser son malheur et, du fait que sa consœur renonce au serment qui les liait, l’encourage à vivre une vie en toute liberté dans ce nouveau monde, avant de disparaître pour se reposer plusieurs siècles.
Très courtois, poli, avenant et aimable contrairement à son homologue, Makoto se le rappelle parfois à son bon souvenir et en d’élogieux termes.

### Arlésiennes
Hayato Misumi (深澄 隼人, Misumi Hayato) / Kanart lo (カナート=イオ, Kanāto‑Io) (nom de naissance)
Le père d’environ quarante‑deux ans de Makoto.
Leur fils apprend dès son invocation que son épouse et lui sont des transfuges Homo sapiens originaires du monde de la Déesse, envers qui ils auraient contracté une dette.
Kasumi Misumi (深澄 霞, Misumi Kasumi) / Cass Tort (キャス=トート, Kyasu‑Tōto) (nom de naissance)
Voix japonaise : Rumi Ōkubo (ja)
La mère de Makoto.
Leur fils apprend dès son invocation que son époux et elle sont des transfuges Homo sapiens originaires du monde de la Déesse, envers qui ils auraient contracté une dette.
Yukiko Misumi (深澄 雪子, Misumi Yukiko)
La sœur aînée de Makoto, première fille et enfant de leur fratrie.
Apprenant dès son invocation que le pacte avec la Déesse impliquerait obligatoirement l’un des trois enfants, son frère s’est sacrifié pour les épargner toutes deux, Mari et elle.
Universitaire en médecine de vingt ans.
Mari Misumi (深澄 真理, Misumi Mari)
La seconde sœur de Makoto, benjamine de leur fratrie.
Apprenant dès son invocation que le pacte avec la Déesse impliquerait obligatoirement l’un des trois enfants, son frère s’est sacrifié pour les épargner toutes deux, Yukiko et elle.
Étudiante comme ce dernier.
Nukumi Hasegawa (長谷川 温深, Hasegawa Nukumi)
Voix japonaise : Yurika Kubo
Une ancienne cadette soupirante de Makoto dans leur groupe extrascolaire de tir à l’arc, apparue par illusion durant son affrontement contre Shin.
Dans ses souvenirs, elle s’était passionnément déclarée à lui un soir pendant un entraînement : mais il lui brisa involontairement le cœur en l’éconduisant, ce qui l’aurait beaucoup faite pleurer.
Très belle fille à grosse poitrine et plus grande que lui (env. 1,75 m), elle attachait toujours ses cheveux sur le côté de la tête depuis que Makoto l’avait complimentée sur sa coiffure. L’appréciant malgré tout et s’en voulant de lui avoir fait de la peine, il projette son attachement pour Hasegawa sur son sosie rencontré dans l’autre monde.

## Production et supports

### Roman illustré
Écrite par Kei Azumi (ja), la série a commencé sa sérialisation en tant que roman en ligne sur le site de publication Shōsetsuka ni Narō en 2012. Elle a ensuite été acquise par AlphaPolis, qui commence à la publier en roman illustré par Mitsuaki Matsumoto (ja) le 28 mai 2013 et transfère le roman sur son site en 2016. Elle compte 21 volumes (20 principaux et un supplémentaire) au 30 juin 2024.

### Adaptation dessinée
Une adaptation en bande dessinée, cette fois illustrée par Kotora Kino, débute sur le site Alpha Polis Web Manga Selection! en 2015 : elle totalise quatorze tomes au 30 juin 2024, cent‑un chapitres prépubliés au 9 octobre 2024.

### Adaptation animée
Une adaptation en série d'animation est annoncée en octobre 2020. Elle est produite par le studio C2C et dirigée par Shinji Ishihira, avec des scripts écrits par Kenta Ihara, ainsi que la conception de personnages gérée par Yukie Suzuki.
Sa première diffusion a lieu du 7 juillet au 22 septembre 2021 à la télévision japonaise.
À l'issue de la diffusion du douzième et dernier épisode, une seconde saison est annoncée. Si l'équipe technique reste la même, c'est le studio J. C. Staff qui prend le relais de C2C. Sa diffusion commence le 8 janvier 2024 et doit s'étaler sur deux cours consécutifs.

#### Musique

##### Génériques
La musique du générique d’ouverture de la première saison, Gambling (ギャンブル), est interprétée par syudou (ja). Celle de fermeture, Beautiful Dreamer (ビューティフル・ドリーマー), est quant à elle interprétée par Ezoshika Gourmet Club.
Les musiques d’ouverture de la seconde saison sont : au premier cours, Utopia (ユートピア) par Keina Suda (ja) ; au second, Reversal (リヴァーサル) de nouveau interprétée par syudou. Celles de fermeture, pour leur part, sont : My Factor par Kent Itō (ja) (également comédien vocal d’Ilumgand Hopleys) au premier ; et Jōshiki hazure Human (常識外れヒューマン) par Kaori Maeda (ja) au second.
Les différentes versions de la musique Ā jinsei ni namida ari (ああ人生に涙あり), interprétées par les comédiens vocaux principaux (Natsuki Hanae, Ayane Sakura, Akari Kitō (ja) et Kenjirō Tsuda (ja)) dans leur rôle respectif, servent aux génériques de fermeture des premier et quatrième épisodes de la première saison, ainsi qu’aux premier et vingtième de la seconde.

##### Bande originale
La bande originale de l’adaptation animée est composée par Yasuharu Takanashi.